# Adoraria
Adoraria là một chi bướm đêm thuộc họ Noctuidae.